# Jenny Fiedler Temer
Jenny Lucy Fiedler Temer (Santiago, 15 de mayo) es una bioquímica y académica chilena.
En el ámbito de la investigación científica, se dedica al área de la neurociencia y neurofarmacología. Desde el año 2000, dirige el Laboratorio de Neuroplasticidad y Neurogenética, Departamento de Bioquímica y Biología Molecular, Facultad de Ciencias Químicas y Farmacéuticas, Universidad de Chile.

## Biografía
Se formó en el Liceo 7 de Niñas para luego realizar sus estudios universitarios en la Universidad de Chile graduándose de bioquímica en 1981, en donde estudió el almacenamiento de catecolaminas en gránulos cromafín bajo la tutela del profesor Alejandro J. Daniels en el Laboratorio de Farmacología Bioquímica, Facultad de Ciencias Biológicas, Pontificia Universidad Católica de Chile, lugar en donde continuó trabajando como investigadora durante los siguientes dos años (1981-1983).
Realizó sus estudios de Doctorado en Ciencias Biológicas, mención Biología Celular en la Pontificia Universidad Católica de Chile en el mismo laboratorio, graduándose en 1990 con la tesis dirigida por el profesor Gonzalo Bustos en el contexto de la caracterización de vías glutamatérgicas en la sustancia nigra.
En la recta final de sus estudios doctorales, viajó a Estados Unidos para realizar su postdoctorado (1988-1991) en el NIDDK del National Institute of Health (NIH) con el profesor Eduardo (Guayo) Rojas, un destacado electrofisiólogo chileno. En este contexto, caracterizó la liberación de ATP a partir de terminales nerviosas y su correlación con los transitorios de calcio citosólico. Realizó su segundo posdoctorado (1991-1993) en el Departamento de Fisiología y Biofísica, Facultad de Medicina de la Universidad de Chile caracterizando la neurotransmisión colinérgica en un modelo animal de trisomía 21 humana.
Tiempo después, realizó estadías de investigación en el departamento de Farmacología, Karolinska Institutet, Suecia (2001) y en el laboratorio de Plasticidad Neuronal, Montpellier, Francia (2002, 2003 y 2004).
Ha participado en sociedades científicas como la Society for Neuroscience (SfN), Sociedad Chilena de Farmacología (SOFARCHI), Sociedad de Bioquímica y Biología Molecular de Chile (SBBMCh) siendo directora de esta entre 1999-2000 y secretaria entre 2001-2002.

## Corporación de Trabajo Inclusivo (CORTRAIN)
En paralelo a su labor académica, es parte del directorio de la Corporación de Trabajo Inclusivo.
Esta institución corresponde a una entidad sin fines de lucro nace de un grupo de madres y padres de adultos jóvenes en situación de discapacidad (cognitivas y parálisis cerebral) que ven a sus hijos sin cabida en el mundo laboral.  Reconociendo las capacidades y potencialidades de estos jóvenes, la corporación decide generar instancias de emprendimiento para permitirles contribuir activamente a la sociedad. De ahí que sus principales objetivos son generar fuentes laborales para adultos jóvenes y adultos jóvenes en situación de discapacidad y apoyar toda actividad que propenda a su integración social a través del trabajo. Dentro de estas iniciativas, se destacan actividades artísticas y culinarias como formas de expresión, integración y medio de vida.

## Investigación

### Key Words
Estrés • Depresión • Neuroplasticidad • Neurofarmacología • Neurogenética

### Estrés y Trastorno Depresivo Mayor
En las últimas décadas, su investigación ha contribuido al conocimiento de la respuesta al estrés, especialmente en el hipocampo, que es una estructura límbica involucrada en la memoria y el aprendizaje. 
En su laboratorio han descubierto que el estrés agudo y crónico pueden producir respuestas opuestas en el hipocampo de ratas macho. Es decir, observaron una transición de respuestas adaptativas a maladaptativas que pueden sustentar las modificaciones neuroplásticas del hipocampo. Además, han descifrado cómo el estrés crónico afecta diferencialmente al hipocampo en su eje dorsoventral, en términos de marcadores asociados a neurotransmisión glutamatérgica, perfil de mRNAs, miRNAs y RNAs circulares (circRNAs).
El principal hallazgo que publicaron recientemente indica que el estrés crónico en ratas induce variaciones en el perfil transcriptómico del hipocampo dorsal y ventral, que podrían estar implicadas en el detrimento y mejora de la memoria dependiente de hipocampo en ratas macho y hembra, respectivamente. Adicionalmente podrían explicar las diferencias observadas entre machos y hembras en conductas anhedónicas y ansiedad. Actualmente en su laboratorio se realizan intervenciones in vivo para cambiar la expresión de algunos RNAs en el hipocampo y determinar su efecto sobre estas conductas. Más aún, están interesados en determinar si algunas modificaciones tipo m6A en mRNAs permiten una segregación de transcritos en distintos compartimentos neuronales con un sesgo en la respuesta de estrés dependiendo del sexo biológico.
En esencia, su investigación busca:
- Identificar las bases moleculares de las diferencias asociadas al sexo en respuesta al estrés crónico.
- Identificar blancos moleculares involucrados en respuestas maladaptativas al estrés crónico para la prevención y el desarrollo de terapias más efectivas para los trastornos del ánimo.

### Laboratorio de Neuroplasticidad y Neurogenética (LNPNG)

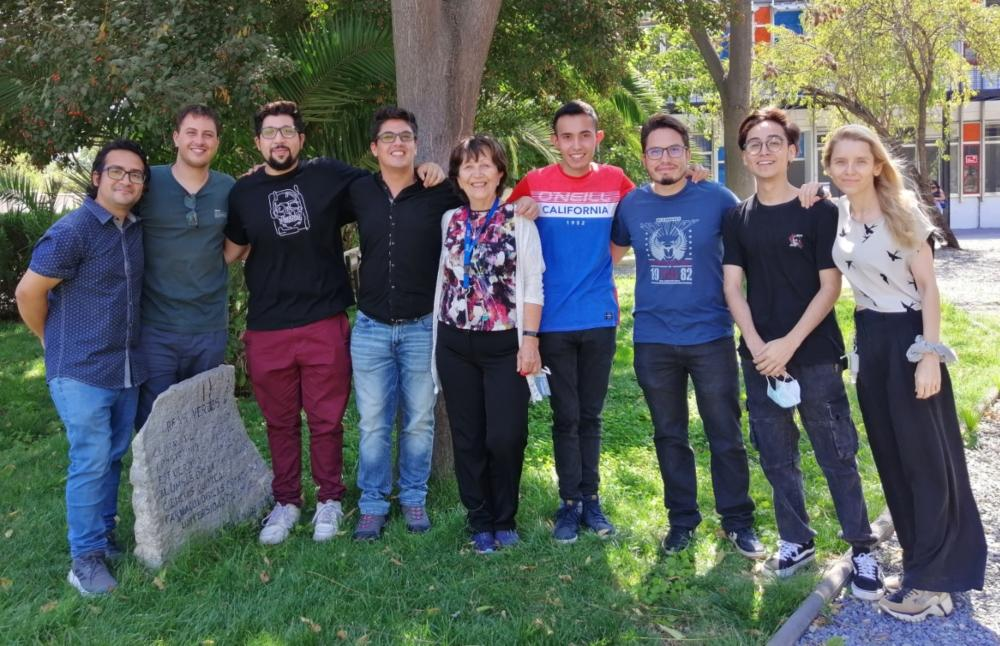
Miembros del equipo de investigación junto a la profesora Jenny Fiedler.

El laboratorio se crea el año 1997 a través del financiamiento de la Facultad y la línea de investigación está vigente y fue acreditada en la Universidad el año 2010. Según la clasificación CONICYT, este se enmarca en la sub-área del conocimiento de la Farmacología, Bioquímica Farmacológica y Biología Molecular.
Actualmente, en el laboratorio existen colaboraciones con instituciones nacionales como la Universidad de Talca y Universidad Andrés Bello e instituciones internacionales como el National Institute of Environmental Health Sciences, National Institutes of Health (NIH).
Hasta el día de hoy, el laboratorio sigue recibiendo estudiantes de pregrado y posgrado aportando considerablemente en su tránsito académico, formación científica y humana.

### Proyecto Actual
El presente año 2023, Jenny Fiedler Temer se adjudicó un proyecto FONDECYT como investigadora principal, el cual recibe el nombre de ''Sex-dependent transcriptomic and m6A-epitranscriptomic signatures in the rat CA1 hippocampal area under basal and chronic stress''.

## Trayectoria Académica

### Consolidación Académica
En 1993, Jenny Fiedler Temer se incorpora a la Facultad de Ciencias Químicas y Farmacéuticas de la Universidad de Chile en calidad de Profesor Asistente. Posteriormente, asume la jefatura del Laboratorio de Neuroplasticidad y Neurogenética en la misma facultad desde el año 2000, y es reconocida como Profesora Titular de la misma casa de estudio el año 2015.

### Docencia
En la Facultad de Ciencias Químicas y Farmacéuticas, ha ejercido como docente o coordinadora en cursos de pregrado de Fisiología Celular, Biología Celular, Tópicos de Farmacología, Estructura y Función de Organelos Celulares, Bioquímica Clínica y Patológica, Fisiología Avanzada y en cursos de posgrado de Biología Molecular y Genómica Avanzada, Introducción a la Farmacología Molecular, Neuropsicofarmacología, Farmacología Molecular Avanzada, Transducción de Señales en Biomedicina (Cell Signaling in Biomedicine), entre otros. No obstante, también participa como profesora invitada en el programa de Doctorado en Neurociencias de la Universidad de Santiago de Chile en cursos de posgrado de Bases Sistémicas Neurociencia y Bases Celulares y Moleculares de la Neurociencia. 
En su trayectoria académica, Jenny Lucy Fiedler Temer ha sido un pilar fundamental en el apoyo a estudiantes dirigiendo 26 tesis de posgrado (magíster y doctorado), y 17 memorias de título.

### Rol directivo
En paralelo a su labor académica, desde 2008 ha desempeñado roles clave en la Facultad de Ciencias Químicas y Farmacéuticas de la Universidad de Chile. Fue directora del Departamento de Bioquímica y Biología Molecular desde 2008 hasta 2013 y desde 2021, asume el rol de Subdirectora en el mismo departamento hasta la fecha. Además, ha coordinado el Programa de Doctorado en Bioquímica entre 2010 y 2011, y posteriormente desde 2014 hasta julio de 2021, destacándose en la gestión académica del proceso de re-acreditación del programa ante la Comisión Nacional de Acreditación (CNA) en 2017. Más recientemente, desde julio de 2022, se ha encargado de la coordinación del Programa de Doctorado en Farmacología, donde actualmente lidera el proceso de re-acreditación del programa de doctorado ante la CNA.

## Reconocimientos
- Incorporación a la Academia de Ciencias de América Latina (ACAL) el año 2023.[6]
- Premio “Mejor Docente” de la Universidad de Chile el año 2021.[7]
- Reconocimiento como Profesor Titular de la Universidad de Chile el año 2015.

## Publicaciones[8][9][10]

### Artículos
2020 - 2022
- Chronic restraint stress produces sex-specific behavioral and molecular outcomes in the dorsal and ventral rat hippocampus. Neurobiology of Stress.
- Sex-Dependent Changes of miRNA Levels in the Hippocampus of Adrenalectomized Rats Following Acute Corticosterone Administration. ACS Chem. Neurosci.
- Deletion of hippocampal Glucocorticoid receptors unveils sex-biased microRNA expression and neuronal morphology alterations in mice. Neurobiology of Stress.
- Loss of Social/Non-social Context Discrimination by Movement Acceleration in the Valproate Model of Autism. Frontiers in Behavioral Neuroscience.
- Poloxamer 188-Coated Ammonium Methacrylate Copolymer Nanocarriers Enhance Loperamide Permeability across Pgp-Expressing Epithelia. Mol. Pharmaceutics.
- Antidepressant-relevant behavioral and synaptic molecular effects of long-term fasudil treatment in chronically stressed male rats. Neurobiology of Stress.

2017 - 2019
- Region-Specific Reduction of BDNF Protein and Transcripts in the Hippocampus of Juvenile Rats Prenatally Treated With Sodium Valproate. Front Mol Neurosci.
- A mechanistic approach for the optimization of loperamide loaded nanocarriers characterization: Diafiltration and mathematical modeling advantages. Eur J Pharm Sci.
- Hippocampal Memory Recovery After Acute Stress: A Behavioral, Morphological and Molecular Study. Front Mol Neurosci.
- MicroRNA Profiling and Bioinformatics Target Analysis in Dorsal Hippocampus of Chronically Stressed Rats: Relevance to Depression Pathophysiology. Front Mol Neurosci.
- MMP-9 displays a particular time-response to acute stress: variation in its levels and activity distribution in rat hippocampus. ACS Chem Neurosci.
- Factors promoting vulnerability to dysregulated stress reactivity and stress-related disease. J Neuroendocrinol.
- Dual effect of serotonin on the dendritic growth of cultured hippocampal neurons: Involvement of 5HT1A and 5HT7 receptors. Molecular and Cellular Neuroscience,
- Chronic Stress Triggers Expression of Immediate Early Genes and Differentially Affects the Expression of AMPA and NMDA Subunits in Dorsal and Ventral Hippocampus of Rats. Front Mol Neurosci.
- Myelin basic protein stimulates plasminogen activation via tissue plasminogen activator following binding to independent L-lysine containing domains. Biochem Biophys Res Commun.
- The ROCK Inhibitor Fasudil Prevents Chronic Restraint Stress-Induced Depressive-Like Behaviors and Dendritic Spine  Loss in Rat Hippocampus. Int J Neuropsychopharmacol.

2014 - 2016
- What Do We Really Know About 5-HT1A Receptor Signaling in Neuronal Cells? Front Cell Neurosci.
- Prenatal valproate treatment produces autistic-like behavior and increases metabotropic glutamate receptor 1A-immunoreactivity in the hippocampus of juvenile rats. Mol Med Rep.
- Association of N-cadherin levels and downstream effectors of Rho GTPases with dendritic spine loss induced by chronic stress in rat hippocampal neurons. J Neurosci Res.
- Relationship of cortisol levels and genetic polymorphisms to antidepressant response to placebo and fluoxetine in patients with major depressive disorder: a prospective study. BMC Psychiatry.
- Serotonin (5-HT) regulates neurite outgrowth through 5-HT1A and 5-HT7 receptors in cultured hippocampal neurons. Journal of Neuroscience Research
- Novel aspects of glucocorticoid actions. J of Neuroendocrinology.

2011 - 2013
- Effect of exercise on circulating levels of brain-derived neurotrophic factor (BDNF) in overweight and obese subjects. Hormone and Metabolic Research, Horm Metab Res. 2013
- Consortium of the Ibero-American Network of Pharmacogenetics and Pharmacogenomics RIBEF Evaluation of drug  metabolizing enzyme hydroxylation phenotypes in Hispanicpopulations: the CEIBA cocktail. Drug Metabol Drug Interact.
- Sex, Stress, and Mood Disorders: At the Intersection of Adrenal and Gonadal Hormones. Horm Metab Res.
- Consortium of the Ibero-American Network of Pharmacogenetics and Pharmacogenomics RIBEF. Pharmacogenetics in Latin American populations: regulatory aspects, application to herbal medicine, cardiovascular and psychiatric disorders. Drug Metabol Drug Interact.
- Synthesis, Docking Studies and Biological Evaluation of Benzo[b]thiophen-2-yl-3-(4-arylpiperazin-1-yl)-propan-1-one Derivatives on 5-HT1A Serotonin Receptors. Molecules.
- Serum brain-derived neurotrophic factor and glucocorticoid receptor levels in lymphocytes as markers of antidepressant response in major depressive patients: A pilot study. Psychiatry Res.

2008 - 2010
- Comparison of the antidepressant sertraline on differential depression-like behaviors elicited by restraint stress and repeated corticosterone administration. Pharmacol Biochem Behav.
- Salivary cortisol among subjects with and without Cushing syndrome. Rev Med Chile.
- Improving the brain delivery of gold nanoparticles by conjugation with an amphipathic peptide. Nanomedicine (Lond).
- Nicotinamide prevents the long-term effects of perinatal asphyxia on apoptosis, non-spatial working memory and anxiety in rats. Exp Brain Res .
- Desipramine prevents stress-induced changes in depressive-like behavior and hippocampal markers of neuroprotection. Behavioural Pharmacology.
- Plasticity of hippocampus following perinatal asphyxia: Effects on postnatal apoptosis and neurogenesis. J Neurosci.
- Participation of vasoactive intestinal polypeptide in ovarian steroids production during the rat estrous cycle and in the estradiol valerate-induced polycystic ovary.
- Perinatal asphyxia induces neurogenesis in hippocampus: an organotypic culture study. Neurotoxicity Research.

2004 - 2007
- Early response to venlafaxine antidepressant and remission are correlated with lower ACTH levels previous to the pharmacological treatment. Endocrine.
- Effects of long-term adrenalectomy on apoptosis and neuroprotection in the rat hippocampus. Endocrine.
- Adrenalectomy promotes a permanent decrease of plasma corticoid levels and a transient increase of apoptosis and the expression of Transforming Growth Factor beta1 (TGF-beta1) in hippocampus: effect of a TGF-beta1 oligo-antisense. BMC Neurosci.
- Cold stress induces metabolic activation of thyrotrophin-releasing hormone-synthesising neurones in the magnocellular division of the hypothalamic paraventricular nucleus and concomitantly changes ovarian sympathetic activity parameters. J Neuroendocrinol.
- Effects of perinatal asphyxia on cell proliferation and neuronal phenotype evaluated with organotypic hippocampal cultures, Neuroscience.
- Perindopril regulates beta-agonist-induced cardiac apoptosis. J. Cardiovascular Pharmacol.

2000 - 2003
- Chronic intermittent cold stress activates ovarian sympathetic nerves and modifies ovarian follicular development in the rat. Biology of Reproduction.
- Stress, follicular development and polycystic ovary. Role of sympathetic innervation in the development of polycystic ovary syndrome. Annu Rev Biomed Sci.
- Effect of Perinatal asphyxia on connectivity and dopamine phenotype in organotypic triple culture from substantia nigra,  neostriatum and neocortex. Neuroscience Letters.
- Corticosterone differentially regulates bax, bcl-2 and bcl-x mRNA levels in the rat hippocampus Neurosci. Letters.
- Adrenalectomy regulates apoptotic-associated genes in rat hippocampus. Endocrine.
- An increased intraovarian synthesis of nerve growth factor and its low affinity receptor is a principal component of steroid-induced polycystic ovary in the rat. Endocrinology.

1984 - 1999
- Effects of Adrenalectomy on the stress-induced Changes in Ovarian Sympathetic Tone in the rat. Endocrine.
- Stress promotes development of ovarian cyst in rats. The possible role of sympathetic nerve activation. Endocrine.
- Regional alteration of cholinergic function in central neurons of trisomy 16 mouse fetus, an animal model of  human trisomy 21 (Down syndrome). Brain Research.
- Quantitative analysis of depolarizationinduced ATP release from mouse brain synaptosomes: external Calcium dependent and independent processes. Membrane. Biol.
- Endoplasmic reticulum as a source of Ca2+ in neurotransmitter secretion. Ann. N.Y.Acad. Sci.
- Cyanide sensitive and insensitive bioenergetics in neuronal cell line. Neurochem. Research.
- Cortical ablation reduces veratridine evoked release of endogenous glutamate from Substantia Nigra slices. Neurosci. Lett.
- Neurochemistry of Mesencephalic Substantia Nigra: Interrelationship between excitatory amino acids, NmethylDaspartate receptors and intrinsic neuronal system. Arch. Biol. Med. Exp.
- Neurochemistry of the substantia Nigra: Interrelations between excitatory amino acids, N-Methyl-D- aspartate type Receptors and intrinsic neuronal systems. Arch. Biol. Med. Exp.
- A study in rat brain cortex synaptic vesicles of endogenous ligand for NmethylDAspartate receptor. Neuroscience
- Specific binding of L [3H] glutamic acid to rat Nigra synaptic membranes. J. of Receptor Res.
- Glutamate in rat brain cortex synaptic vesicles: influence of the vesicle isolation procedure. Brain Res.
- Putative glutamate receptors in membranes obtained from head of Drosophila Melanogaster. J. of Neurosci. Research.
- Uptake of Magnesium by chromaffin granules in vitro: Role of the proton electrochemical gradient. J. Neurochem.

### Capítulos de Libros
- In Thyroid and Parathyroid Diseases - New Insights into Some Old and Some New. Chapter 7. Depressive Disorders and Thyroid Function, 2012.
- What are the possible consequences of chronic stress in central nervous system?, In “The neurobiology of stress: An evolutionary approach”, 2007.
- Tiroides y depresión. Enfoque terapéutico actual y bases moleculares, 2007.